# L'altro Tenco
L'altro Tenco è un album tributo a Luigi Tenco della cantante italiana Ada Montellanico e Enrico Rava, uscito nel 1996.

## Tracce
I brani sono composti da Luigi Tenco eccetto dove indicato diversamente.
1. I miei giorni perduti
2. Quasi sera
3. Ciao amore ciao
4. Se qualcuno ti dirà (Gian Piero Reverberi, Stefano Calabrese)
5. Sempre la stessa storia (Carlo Donida, Calabrese)
6. Tu non hai capito niente
7. Ti ricorderai (Stefano Calabrese, Tenco)
8. Triste sera
9. Volevo averti per me
10. Se sapessi come fai
11. In qualche parte del mondo
12. Averti fra le braccia
13. Il tempo passò
14. Io non so niente (Pieranunzi, Bill Conti)

## Musicisti
- Pianoforte: Enrico Pieranunzi;
- Tromba e flicorno: Enrico Rava;
- Canto: Ada Montellanico
- Basso – Piero Leveratto
- Batteria – Fabrizio Sferra
- Chitarra – Fabio Zeppetella